# Albéric du Bus de Gisignies

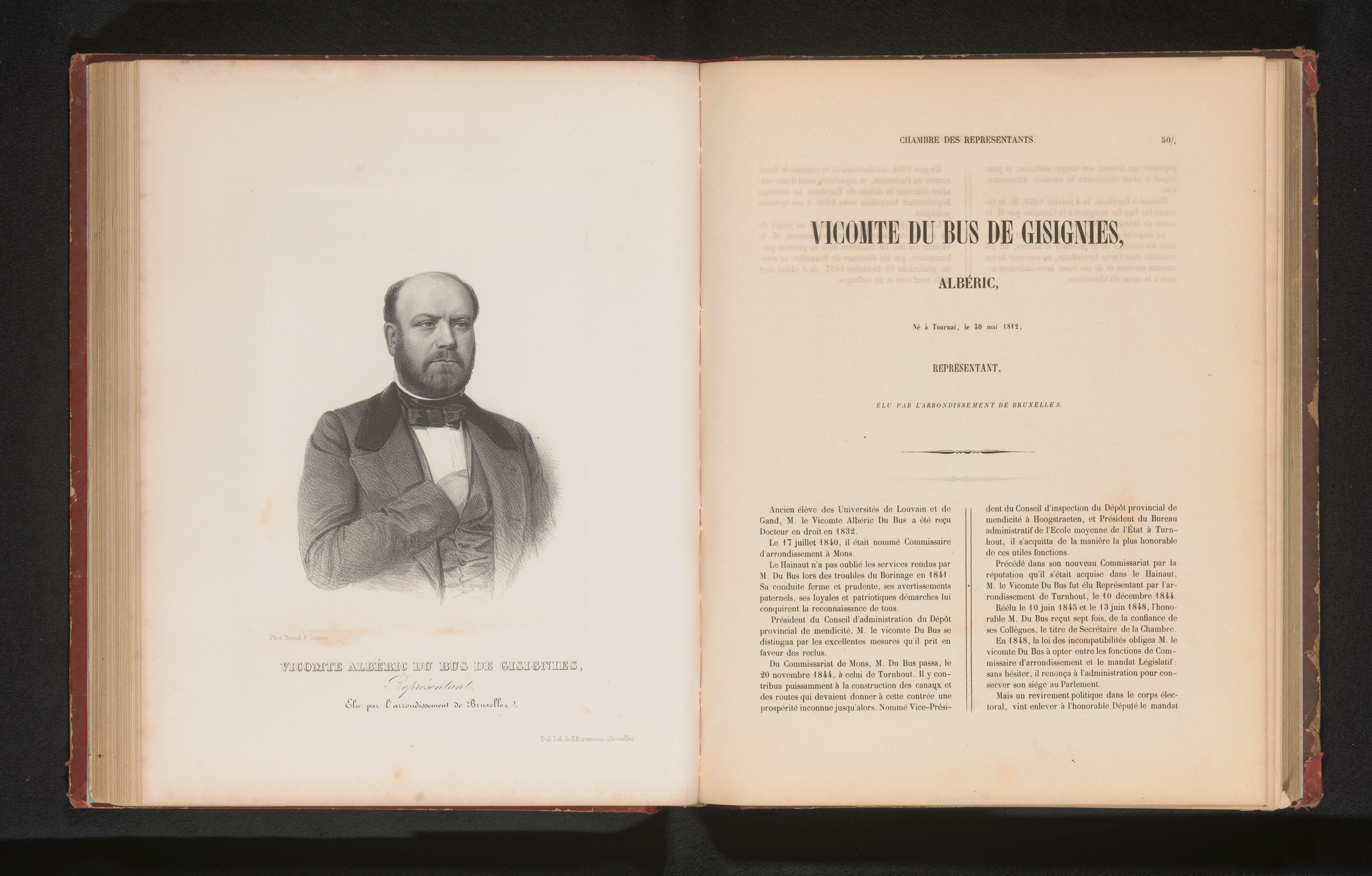
Reproductie van een foto van een portret van Albéric du Bus de Gisignies Vicomte Albéric du Bus de Gisignies

Albéric du Bus de Gisignies (Doornik, 30 mei 1810 - Brussel, 26 juli 1874) was een Belgisch volksvertegenwoordiger en senator.

## Levensloop
Du Bus was een zoon van Leonard du Bus de Gisignies en van Marie-Anne De Deurwaerder. Hij bleef vrijgezel. Zijn oudere broer was Bernard Amé du Bus de Gisignies. In 1819 had hij een riddertitel verkregen en in 1834 een baronstitel, deze laatste nog in Nederland, het land waaraan hij, zoals zijn vader, lange tijd trouw bleef. In 1842 werd hij burggraaf, nadat zijn vader zich bij de Belgische adel had laten inschrijven en deze titel voor al zijn mannelijke nakomelingen had bekomen.
Du Bus promoveerde tot doctor in de rechten (1832) aan de Katholieke Universiteit Leuven. Vanaf 1839 beëindigde hij zijn trouw aan Oranje en erkende het Belgische feit. Hij werd arrondissementscommissaris voor het arrondissement Bergen (1840-1844) en Turnhout (1844-1848).
Vanaf 1844 begon hij aan een Belgische parlementaire loopbaan, eerst als katholiek, vanaf 1848 als liberaal verkozene:
- 1844-1850: volksvertegenwoordiger voor het arrondissement Turnhout;
- 1854-1859: volksvertegenwoordiger voor het arrondissement Brussel;
- 1859-1874: senator voor het arrondissement Oostende-Veurne. Bij zijn dood werd hij opgevolgd door zijn neef Bernard du Bus de Gisignies, zoon van zijn broer Bernard Amé du Bus de Gisignies.